# جورج ويتت

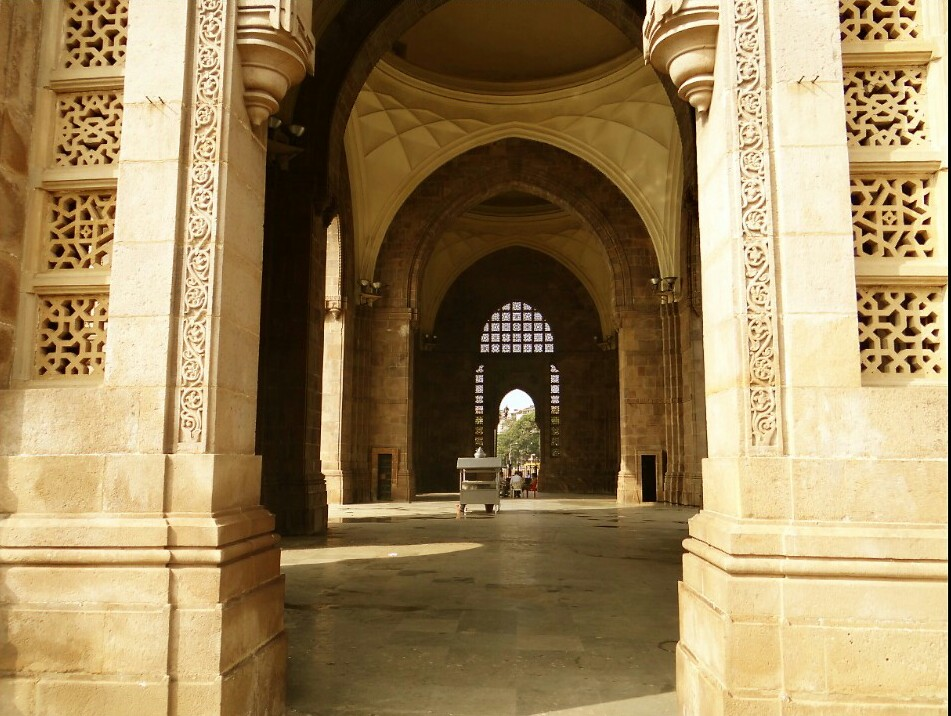
بوابة الهند (مومباي).

جورج ويتت بالإنجليزية: George Wittet، هو مهندس إسكتلندي وُلد سنة 1878 في قرية بلير آثول إسكتلندا. سافر  إلى الهند سنة 1904 وعمل مُهندسًا استشاريًا في مومباي. حيث تألق في تصميم النمط المعماري الهندو قوطي .
صمم ويتت مجموعة تُعد من أشهر المعالم في بومباي أبرزها بوابة الهند (مومباي).